# Energía solar en Jamaica

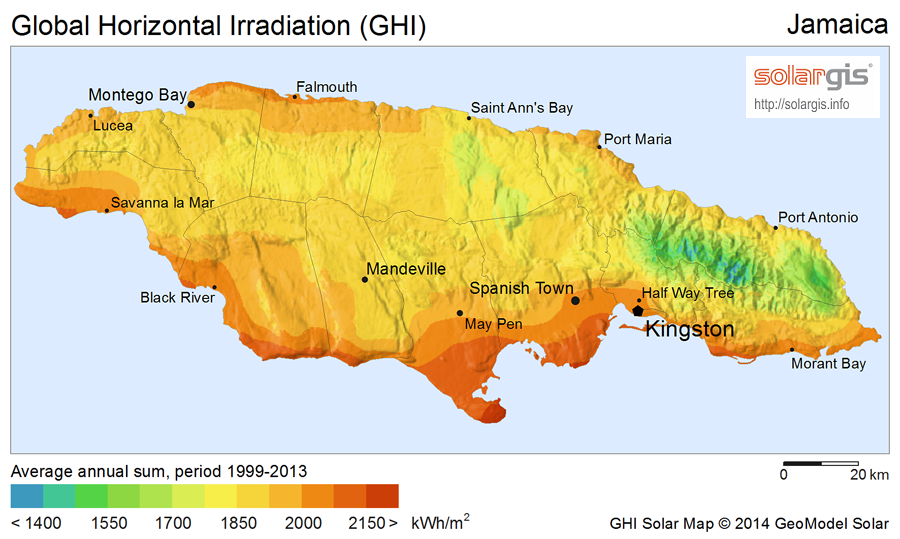
Potencial solar de Jamaica

El sector eléctrico de Jamaica está dominado por generadores no renovables que utilizan productos derivados del petróleo, principalmente fuel oil Búnker C y diésel automotriz, que generaron el 93% de la producción anual para 2014. Hay una pequeña contribución de unas pocas plantas hidroeléctricas pequeñas y un par de parques eólicos, uno de los cuales, Wigton Wind Farm, aporta una cantidad muy pequeña a pesar de ser el parque eólico más grande del Caribe . 
En 2005, Jamaica se embarcó en la preparación de un Plan Nacional de Desarrollo a 25 años llamado "Visión 2030", que abarcaba la Política Energética Nacional 2009-2030. La política se adoptó a fines de 2009 y en 2010 siguió una Política nacional de energía renovable 2009-2030. Según el mensaje del entonces ministro responsable de energía, "Desde 2005, Jamaica se ha embarcado en la preparación de un Plan Nacional de Desarrollo a 25 años llamado Visión 2030, que se espera que ponga al país en un camino para alcanzar el estatus de país desarrollado para 2030. . Uno de los resultados esperados del plan es la diversificación del suministro de energía de Jamaica para aumentar la seguridad energética y contribuir a la rentabilidad del sector energético del país ". 
Después de la Política Nacional de Energía fue aprobado por las autoridades acerca de la creación de un regulador y el marco técnico para la interconexión de los sistemas solares FOTOVOLTAICOS a la red eléctrica nacional, en consulta con el operador de la red. El resultado fue la formulación de una Oferta Estándar de Contrato para la venta de electricidad a la red bajo un mosquitero arreglos de facturación. En la red arreglos de facturación de electricidad no consumida en las instalaciones de producción, se entrega a la red y es adquirido por el operador de la red a un precio fijado por la Oficina de Regulación de servicios públicos para estar cerca de la evitarse el costo de generación por parte de los proveedores existentes. Que precio está disponible en los reguladores sitio web. La electricidad consumida de la red se factura a regular los precios de venta y al final del mes, la diferencia entre la distribuyen y consumen cantidades que se resuelva. Directrices técnicas para la interconexión a la red también están disponibles ahora, y el Gobierno Eléctrica cuerpo de Inspectores está preparado para llevar a cabo la inspección de las instalaciones. Esta es la base sobre la cual la mayoría de las principales instalaciones de haber procedido.

## Capacidad instalada
Las siguientes son algunas de las instalaciones más grandes actualmente conectadas a la red: 
| Propietario                               | Ubicación       | 2012 kWp | 2013 kWp | 2014 kWp | 2015 kWp | 2016 kWp | Año? kWp | Notas                                               |
| ----------------------------------------- | --------------- | -------- | -------- | -------- | -------- | -------- | -------- | --------------------------------------------------- |
| Content Solar Ltd.                        | Clarendon       |          |          |          |          | 28,000   |          | [ 4 ]                                               |
| Grand Palladium Resort & Spa              | Hanover         |          |          | 1,600    |          |          |          | Tamaño y configuración para nunca alimentar la red. |
| WISYNCO                                   | White Marl      |          |          |          | 1,000    |          |          | [ 7 ]                                               |
| Rainforest Seafoods                       | Kingston        |          |          |          | 460      |          |          | [ 8 ]                                               |
| J. Wray & Nephew Limited                  | Kingston        |          |          |          | 450      |          |          | [ 9 ]                                               |
| Caribbean Producers Jamaica Limited       | Montego Bay     |          |          |          |          | 450      |          | [ 10 ]                                              |
| Jamaica Broilers                          | Various         |          | 600      |          |          |          |          | Sistemas de 15 kW en aproximadamente 40 gallineros. |
| Omni Industries Limited                   | Twickenham Park |          |          | 300      |          |          |          | [ 12 ]                                              |
| Rainforest Seafoods                       | Montego Bay     |          |          |          |          | 300      |          | [ 13 ]                                              |
| Toyota Jamaica Limited                    | Liguanea        |          |          |          |          | 170      |          | [ 14 ]                                              |
| Island Grill                              | Kingston        |          |          |          | 143      |          |          | [ 15 ]                                              |
| Caribbean Maritime Institute              | Palisadoes      |          |          |          | 125      |          |          | [ 16 ]                                              |
| Courts Jamaica Limited                    | Half Way Tree   | 113      |          |          |          |          |          | [ 17 ] [ 18 ]                                       |
| May Pen Ice                               | May Pen         |          |          |          | 103      |          |          | [ 19 ]                                              |
| American International School of Kingston | Liguanea        |          | 100      |          |          |          |          | [ 20 ]                                              |
| University of Technology                  | Papine          |          |          | 100      |          |          |          | [ 21 ]                                              |
| Hillel Academy                            | Norbrook        |          |          |          |          |          | 100      | [ 22 ]                                              |
| Tankweld Group                            | Seaward Drive   |          |          | 100      |          |          |          | [ 23 ] [ 24 ]                                       |
| Tankweld Group                            | Rio Bueno       |          |          |          |          |          | 100      | [ 23 ]                                              |
| Food for the Poor                         | Spanish Town    |          |          |          | 100      |          |          | [ 25 ]                                              |
| Goddard Catering Group                    | Palisadoes      |          |          |          | 100      |          |          | [ 26 ]                                              |
| Stationery & Office Supplies Ltd.         | Kingston        |          |          |          |          |          | 75       | [ 27 ]                                              |
| Dairy Industries Jamaica Ltd.             | Pembroke Hall   |          | 60       |          |          |          |          | [ 28 ] [ 29 ]                                       |
| Chas E Ramson Ltd.                        | Kingston        |          | 60       |          |          |          |          | [ 30 ]                                              |
| ATL Automotive                            | Oxford Road     |          | 58.8     |          |          |          |          | [ 31 ]                                              |
| Myers Fletcher and Gordon                 | Kingston        |          |          | 55       |          |          |          | Híbrido solar-eólico (25 kW adicionales eólicos)    |
|                                           | Total           | 113      | 878.8    | 2155     | 2481     | 28920    | 275      | 34822.8                                             |

Se espera que más de 20,000 hogares en Jamaica sean alimentados por energía limpia, asequible y renovable que se generará a partir de la planta de electricidad solar de US $ 61 millones, que se está construyendo en el Distrito de Contenido, Clarendon. 
La electricidad producida por esta planta de 20 megavatios, la más grande de su tipo en el Caribe, reemplazará aproximadamente tres millones de galones de combustible fósil por año. 
La construcción de la instalación con tecnología de punta ahora comenzará, después de una ceremonia oficial de inauguración en el sitio, el 9 de julio (2015).

## Electrificación rural
En junio de 2012, el ministro de Energía, Phillip Paulwell, reveló que, aproximadamente 16,000 hogares en zonas remotas de la isla que no tienen electricidad, recibirán electricidad solar o eólica a través del Programa de Electrificación Rural (REP). En un simposio del proyecto de Análisis e Investigación para Emisiones Bajas (AILEG) financiado por USAID, que se llevó a cabo en el Hotel Jamaica Pegasus, el martes 9 de julio de 2013, el ministro de Energía Phillip Paulwell declaró que el REP también ha recibido el mandato de cumplir su objetivo de proporcionar Electricidad al 100 por ciento de las zonas rurales. "El tres por ciento que queda ahora está en áreas que están tan lejos de la red, es demasiado caro (para proporcionar), y vamos a implementar sistemas fotovoltaicos en estas áreas", explicó. En marzo de 2015, dijo a un periódico que, para 2017, "ya no deberíamos tener REP como lo hacemos ahora", y agregó que si al Gobierno le resulta demasiado difícil llevar líneas eléctricas a las comunidades, utilizará energía solar ".